# Stadshallen
Stadshallen är en byggnad i centrala Lund, belägen vid Stortorget. Den ritades av Klas Anshelm och byggdes 1968. Stadshallen tillkom genom en tävling med ett antal namnkunniga arkitekter inbjudna, som Anshelm vann med sitt bidrag "Lunda Torg". Få rum i byggnaden är helt rätvinkliga och längs väggarna i foajén finns rader av glödlampor i taket.
I byggnaden finns bland annat en konsertsal och en före detta sessionssal, som under renoveringen 2020-2022 gjordes om till en större sal kallad "Amfi". I och med renoveringsprojektet inrymmer Stadshallen nu även, för första gången, en egen restaurang och ett eget café. 
I lokalerna har Lunds kommunfullmäktige sina sammanträden.
Från färdigställandet 1968 fram till renoveringen 2020-2022 fungerade Stadshallen både som repetitionslokal och konsertlokal för Lunds Stadsorkester och Nordiska ungdomsorkestern.

## Bildgalleri

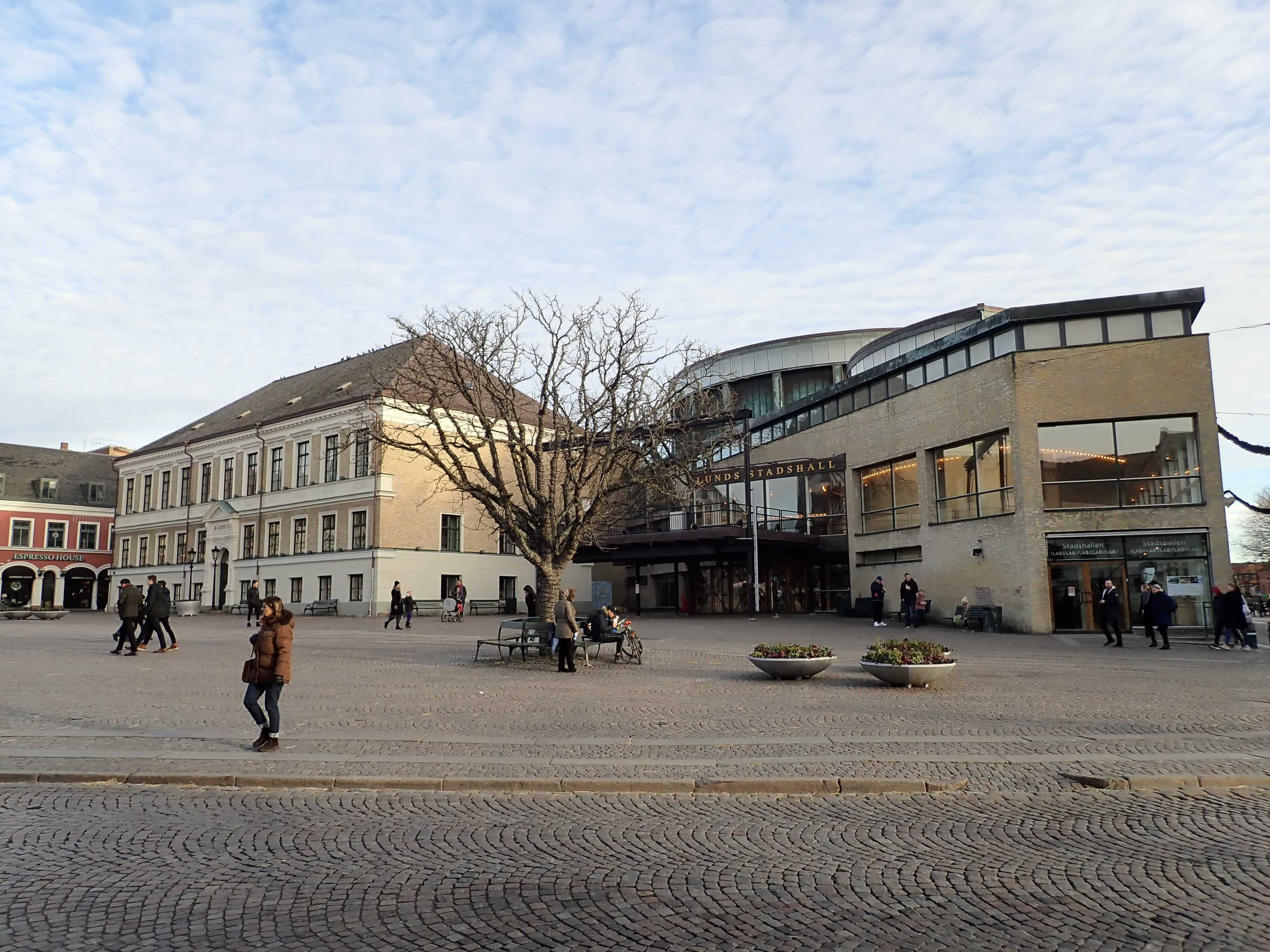
Rådhuset och Lunds stadshall, vid Stortorget
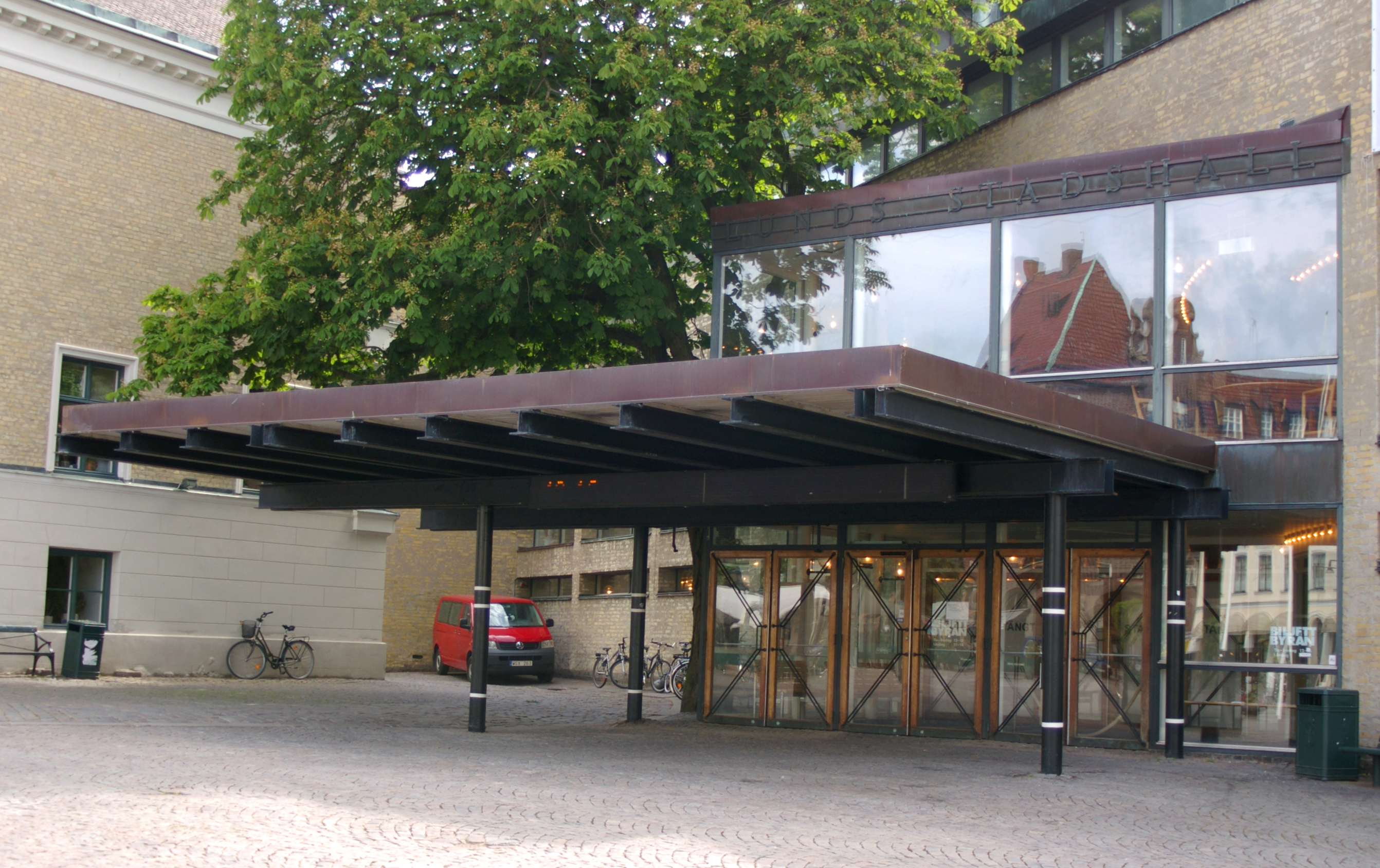
Stadshallens ingång
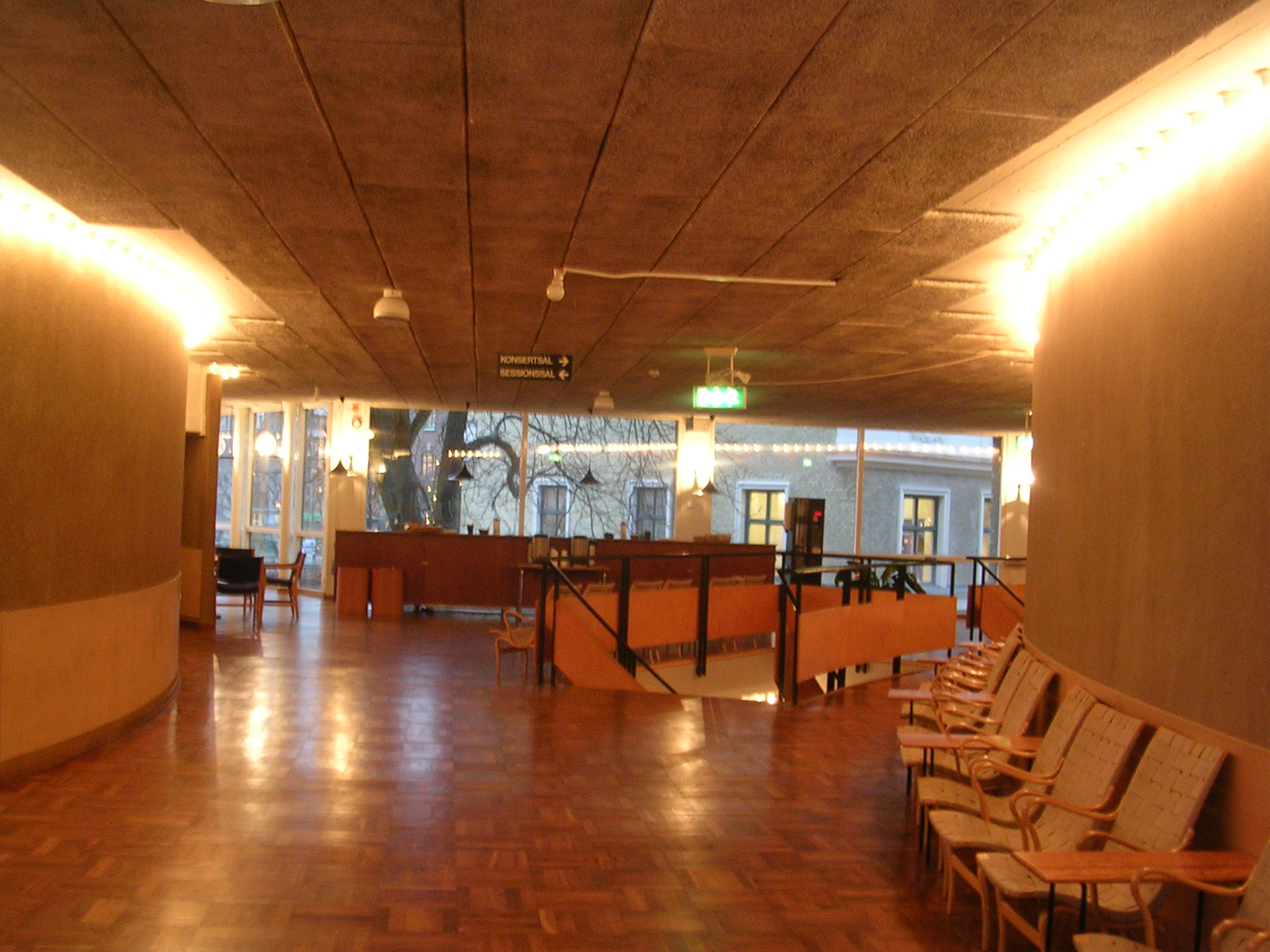
Interiör på övervåningen